# Lissonotus corallinus
Lissonotus corallinus é uma espécie de coleóptero da tribo Lissonotini (Cerambycinae); com distribuição na Colômbia, Panamá e Venezuela.

## Sistemática
- Ordem Coleoptera
  - Subordem Polyphaga
    - Infraordem Cucujiformia
      - Superfamília Chrysomeloidea
        - Família Cerambycidae
          - Subfamília Cerambycinae
            - Tribo Lissontini
              - Gênero Lissonotus
                - L. corallinus Dupont, 1836